# Amavi Agbobli-Atayi
Pour les articles homonymes, voir Agbobli.
Amavi Agbobli-Atayi, né le 25 décembre 1975, est un footballeur international togolais des années 1990 et 2000 qui évoluait au poste de défenseur.

## Biographie
International togolais entre 1997 et 2002, il participe aux CAN 1998 et 2002, mais sans arriver à dépasser le premier tour. 
Il dispute avec le Togo sept matchs rentrant dans le cadre des éliminatoires du mondial 2002.